# James Myers (Politiker)
James Myers (* Juni 1795 im Dutchess County, New York; † 19. Juli 1864 in Toledo, Ohio) war ein US-amerikanischer Politiker. Zwischen 1854 und 1856 war er Vizegouverneur des Bundesstaates Ohio.

## Werdegang
James Myers wuchs in Schenectady auf. Später nahm er am Britisch-Amerikanischen Krieg von 1812 teil. Nach dem Krieg arbeitete er in der Landwirtschaft und im Handel. Seit Mitte der 1820er Jahre bis 1836 war er in Schenectady Leiter der Gebührenstelle für den Eriekanal. Seit 1836 lebte er in Toledo, wo er am Bau des Miamikanals beteiligt war. Anschließend betätigte er sich in der Immobilienbranche. Politisch wurde er Mitglied der Demokratischen Partei. In den Jahren 1843 und 1844 amtierte er als Bürgermeister von Toledo. Von 1848 bis 1852 saß er im Senat von Ohio.
1854 wurde Myers an der Seite von William Medill zum Vizegouverneur von Ohio gewählt. Dieses Amt bekleidete er zwischen 1856 und 1856. Dabei war er Stellvertreter des Gouverneurs und Vorsitzender des Staatssenats. Bis 1979 bekleideten alle Vizegouverneure von Ohio dieses Amt, ehe diese Praxis durch eine Reform der Staatsverfassung abgeschafft wurde. Trotz seiner schlechter werdenden Gesundheit war Myers zwischen 1862 und 1864 Abgeordneter im Repräsentantenhaus von Ohio. Seine Legislaturperiode endete am 3. Januar 1864. Er starb etwas mehr als sieben Monate später am 19. Juli desselben Jahres.